# ID3 (алгоритм)
Алгоритм ID3 — один из алгоритмов для построения дерева принятия решений. Разработан Джоном Р. Квинланом (англ. John R. Quinlan). Впоследствии Квинлан создал усовершенствованную версию — алгоритм C4.5.

## Алгоритм
1. Взять все неиспользованные признаки и посчитать их энтропию относительно тестовых образцов
2. Выбрать признак, для которого энтропия минимальна (а информационная выгода соответственно максимальна)
3. Сделать узел дерева, содержащий этот признак

Алгоритм следующий:
ID3(Таблица примеров, Целевой признак, Признаки)
1. Если все примеры положительны, то возвратить узел с меткой «+».
2. Если все примеры отрицательны, то возвратить узел с меткой «-».
3. Если множество признаков пустое, то возвратить узел с меткой, которая больше других встречается в значениях целевого признака в примерах.
4. Иначе:
  1. A — признак, который лучше всего классифицирует примеры (с максимальной информационной выгодой).
  2. Создать корень дерева решения; признаком в корне будет являться {\displaystyle A}.
  3. Для каждого возможного значения {\displaystyle A} ({\displaystyle v_{i}}):
    1. Добавить новую ветвь дерева ниже корня с узлом со значением {\displaystyle A=v_{i}}
    2. Выделить подмножество {\displaystyle Examples(v_{i})} примеров, у которых {\displaystyle A=v_{i}}.
    3. Если подмножество примеров пусто, то ниже этой новой ветви добавить узел с меткой, которая больше других встречается в значениях целевого признака в примерах.
    4. Иначе, ниже этой новой ветви добавить поддерево, вызывая рекурсивно ID3({\displaystyle Examples(v_{i})}, Целевой признак, Признаки)
5. Возвратить корень.